# Garsebach

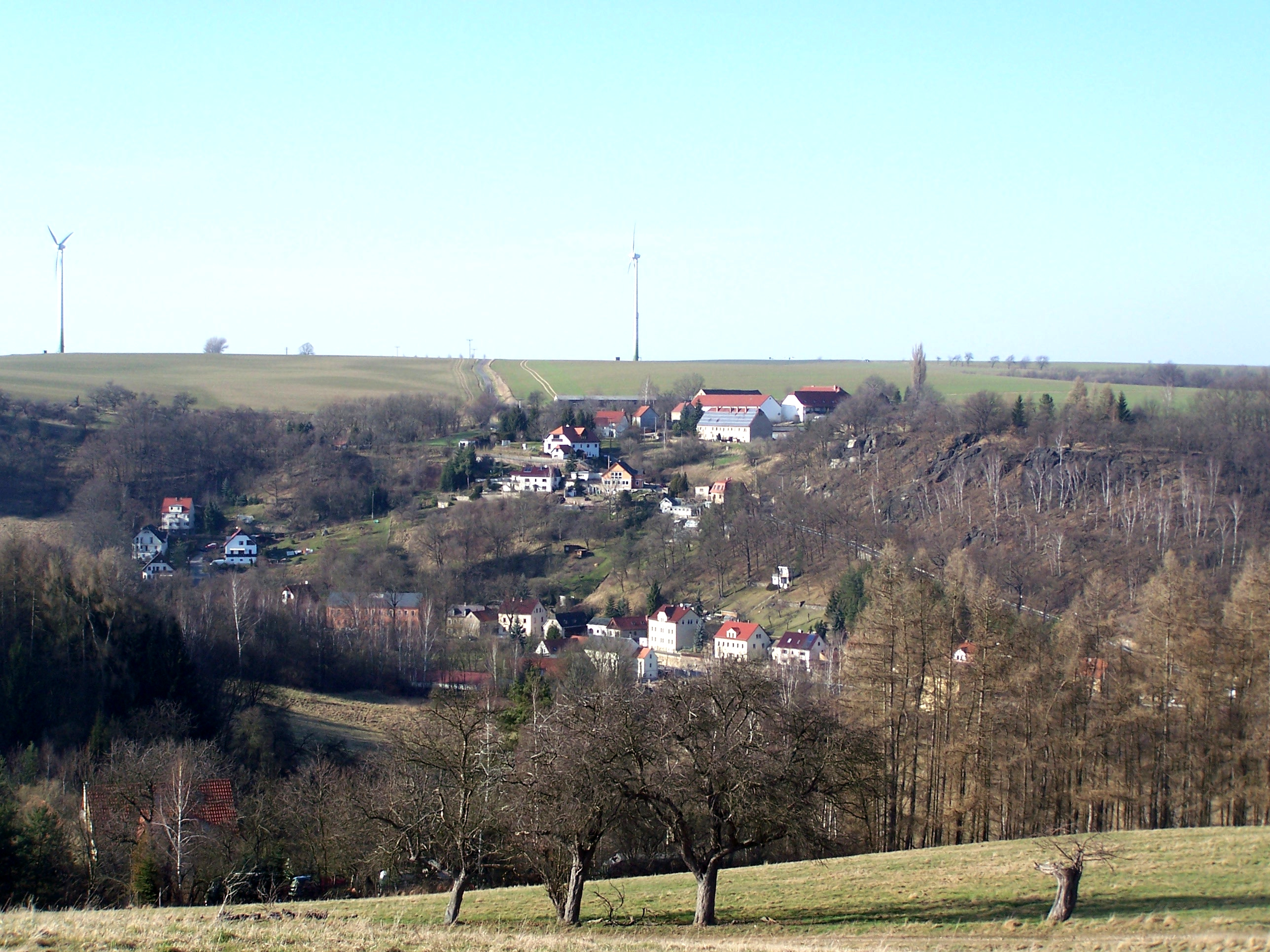
Ortsansicht von Semmelsberg (Am Pranzer) aus, rechts im Bild die Garsebacher Schweiz

Garsebach ist ein Ortsteil der Gemeinde Klipphausen im Landkreis Meißen, Sachsen. Er liegt im Norden der Gemeinde und besteht aus Ober- und Niedergarsebach, das an der Triebisch liegt. Nach Garsebach benannt ist die Garsebacher Schweiz, die als größtes Pechsteinvorkommen der Erde gilt. Nachbarorte sind Semmelsberg, Meißen-Buschbad, Robschütz und Meißen-Dobritz. Erstmals erwähnt wurde das Dorf im Jahr 1228. Am 1. April 1939 wurde Semmelsberg, am 1. Juli 1950 Robschütz eingemeindet. Neben Burkhardswalde-Munzig und Miltitz war Garsebach 1994 eine der drei Gründungsgemeinden von Triebischtal. Seit dem 1. Juli 2012 ist der Ort Teil der Gemeinde Klipphausen. Aus Garsebach stammte der Leichtathlet Ernst Schmidt. Außerdem spielte der deutsche Fußballspieler Michael Lerchl beim Verein TSV Garsebach.

## Sehenswürdigkeiten
- Barthmühle (ehemalige Getreidemühle, heute ausschließlich Stromerzeugung nebst Herberge)

- Fichtenmühle (historische Wassermühle mit Turbinenantrieb)

- Mittelmühle (Getreidemühle und Brotbäckerei aus den 1930er Jahren)
- Walkmühle (ehemalige Mühle, heute Wohngebäude)